# دیوید فراپیر
دیوید فراپیر (انگلیسی: David Le Frapper؛ زادهٔ ۲۵ مارس ۱۹۷۱) بازیکن فوتبال اهل فرانسه است.
از باشگاه‌هایی که در آن بازی کرده‌است می‌توان به باشگاه فوتبال والنسین اشاره کرد.